# Förargelseväckande beteende
Förargelseväckande beteende är ett  brott enligt svensk lag.
Lagen, brottsbalken 16 kap, innehåller enbart följande mening om brottet:
Den som för oljud på allmän plats eller annars offentligen beter sig på ett sätt som är ägnat att väcka förargelse hos allmänheten, döms för förargelseväckande beteende till penningböter.
Det finns rättspraxis vad som avses, exempelvis:
- Enbart det förhållandet att någon på allmän plats och i andras åsyn dricker sprit har ej ansetts utgöra förargelseväckande beteende. Enligt Högsta domstolen krävs för att offentlig spritförtäring ska betraktas som förargelseväckande beteende att något förargelseväckande moment tillkommer utöver själva förtäringen. Så kan vara fallet exempelvis om den drickande samtidigt skränar, antastar förbipasserande eller lägger sig på gångbanan.[2]
- Under firandet av Sveriges nationaldag och svenska flaggans dag har en person ställt sig högst upp på en kulle väl synlig för deltagarna i festligheten och svängt med en svensk flagga som till största delen bestått av ett vikingahuvud i profil, ett solhjul och en yxa. Förfarandet har ansetts straffbart som förargelseväckande beteende och personen dömdes till penningböter på 500 kronor.[3]
- Offentlig urinering är ett vanligt skäl till fällande för förargelseväckande beteende.

Blottning kan dömas för förargelseväckande beteende om handlingen riktar sig mot flera personer samtidigt (offentlighetsrekvisitet). I annat fall är det sexuellt ofredande.